# Lyssa curvata
Lyssa curvata är en fjärilsart som beskrevs av Henry Skinner 1903. Lyssa curvata ingår i släktet Lyssa och familjen Uraniidae. Inga underarter finns listade i Catalogue of Life.